# پارنتی
پارنتی (به ایتالیایی: Parenti) یک کومونه در ایتالیا است که در استان کزنتزا واقع شده‌است.

## خصوصیات
پارنتی ۳۷ کیلومترمربع مساحت و ۲٬۳۳۰ نفر جمعیت دارد.